# Erik Lundgren

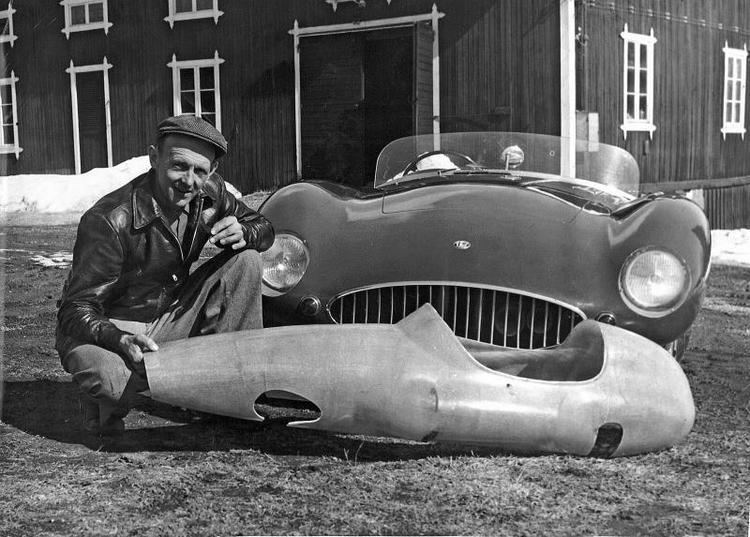

Erik Lundgren, ook bekend als Ockelbo-Lundgren (Ockelbo, 19 februari 1919 - Gävle, 16 september 1967) was een Zweeds autocoureur. In 1951 schreef hij zich eenmaal in voor een Formule 1-race, de Grand Prix van Duitsland van dat jaar voor het team Erik Lundgren, maar verscheen niet aan de start omdat hij dacht dat de kosten van de race te hoog waren. Later startte Lundgren ook een eigen automerk op genaamd Ockelbo.